# 隼人号

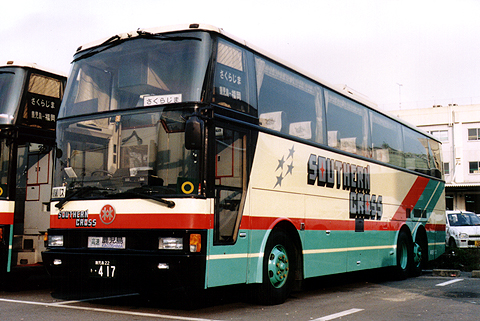
林田産業交通が「隼人号」専用車として投入していた日産ディーゼルスペースウィング（U-RD620UBN）

隼人号（はやとごう）は、かつて存在した福岡県北九州市と鹿児島県鹿児島市を結ぶ高速バス路線である。昼行便と夜行便が存在した。1991年に運行が開始されたが、1年あまりで路線廃止となった。
以下は、廃止時点でのデータである。

## 運行会社
- 西日本鉄道
- 鹿児島交通
- 南国交通
- 林田バス（現・鹿児島交通）

## 歴史
- 1991年8月23日 運行開始。
- 1992年12月1日 路線廃止。

## 便数
昼行便・夜行便各1往復

## 運行経路

### 昼行便
砂津 - 小倉駅前 - 平和通り - 三萩野 - 黒崎インター引野口 - 鹿児島行鞍手PA・北九州行直方PA - 若宮IC -  鹿児島空港南 - 西鹿児島駅前 - 天文館 - いづろ高速バスセンター

### 夜行便
砂津 - 小倉駅前 - 平和通り - 三萩野 - 黒崎BC - 黒崎インター引野口 - 西鹿児島駅前 - 天文館 - いづろ高速BC

## 所要時間
- 小倉駅前～いづろ高速BC 5時間14分（昼行便）

## 運賃
- 小倉駅前～いづろ高速バスセンター 6,300円（往復10,500円・4枚つづり回数券21,000円）
- 小倉駅前～鹿児島空港南 5,550円